# 1944年の宝塚歌劇公演一覧
本項目では、1944年の宝塚歌劇公演一覧（1944ねんのたからづかかげきこうえんいちらん）について示す。

## 一覧
（）内は、作者または演出者名。

### 宝塚公演

#### 月組
- 1月1日 - 1月24日　宝塚大劇場
  - 『翼の女子挺身隊』（堀正旗）　　
  - 『軍神』（水田茂）
  - 『若人は起てり』（内海重典・高崎邦祐）

#### 花組
- 1月26日 - 2月24日　宝塚大劇場	
  - 『防人の歌』（小野晴通）　　
  - 『スパイ殲滅』（中西武夫）
  - 『棒しばり』（水田茂）
  - 『勝ちぬく誓』（康本晋史）

#### 雪組
- 2月26日 - 3月4日　宝塚大劇場
  - 『櫻井の駅』（堀正旗）　
  - 『勧進帳』（水田茂）
  - 『翼の決戰』（高木史　構成）

この後、宝塚大劇場閉鎖

### 東京公演
- 雪組　1月1日 - 1月30日　東京宝塚劇場
  - 『栂尾物語』（小野晴通）
  - 『奴道成寺』（水田茂）
  - 『東亞の子供達』（高木史朗）

この後、東京宝塚劇場閉鎖

### 宝塚・東京以外の日本公演
- 月組　2月21日 - 3月4日　広島、博多、名古屋
  - 『大空を継ぐもの』（堀正旗）
  - 『桃源の朝比奈』（久松一聲）
  - 『になひ文』（水田茂）
  - 『東亞の子供達』（高木史朗）

### 第3回満洲（中国東北）公演
- 1944年9月26日日本出発、12月7日帰国。

主な公演地
新京（長春）、大連、奉天（瀋陽）、撫順、ハルビン、チチハル、牡丹江
主な演目
『木賊刈』（楳茂都睦平　作）、『孤忠信』（水田茂　作）、『太陽の子供達』（高木史朗　作・演出）
参加者
- 団長：梅田健一

生徒：
- 初音麗子
- 明野まち子
- 玉津真砂
- 春日野八千代
- 梅野愛子
- 神代錦
- 須磨磯子
- 楓茂美
- 瑞木千枝
- 逢坂せき子

- 神歌美鈴
- 春江ふかみ
- 花村由利子
- 豊邦康子
- 巴美保子
- 浅茅しのぶ
- 国原美秋
- 住吉良子
- 日下輝子
- 藤野千絵子

- 朝風いすず
- 若葉緑

（1名不明。生徒23名。）